# Arme à feu artisanale
 (juillet 2022).
La mise en forme du texte ne suit pas les recommandations de Wikipédia : il faut le « wikifier ».
Les points d'amélioration suivants sont les cas les plus fréquents. Le détail des points à revoir est peut-être précisé sur la page de discussion.
- Les titres sont pré-formatés par le logiciel. Ils ne sont ni en capitales, ni en gras.
- Le texte ne doit pas être écrit en capitales (les noms de famille non plus), ni en gras, ni en italique, ni en « petit »…
- Le gras n'est utilisé que pour surligner le titre de l'article dans l'introduction, une seule fois.
- L'italique est rarement utilisé : mots en langue étrangère, titres d'œuvres, noms de bateaux, etc.
- Les citations ne sont pas en italique mais en corps de texte normal. Elles sont entourées par des guillemets français : « et ».
- Les listes à puces sont à éviter, des paragraphes rédigés étant largement préférés. Les tableaux sont à réserver à la présentation de données structurées (résultats, etc.).
- Les appels de note de bas de page (petits chiffres en exposant, introduits par l'outil «  Source ») sont à placer entre la fin de phrase et le point final[comme ça].
- Les liens internes (vers d'autres articles de Wikipédia) sont à choisir avec parcimonie. Créez des liens vers des articles approfondissant le sujet. Les termes génériques sans rapport avec le sujet sont à éviter, ainsi que les répétitions de liens vers un même terme.
- Les liens externes sont à placer uniquement dans une section « Liens externes », à la fin de l'article. Ces liens sont à choisir avec parcimonie suivant les règles définies. Si un lien sert de source à l'article, son insertion dans le texte est à faire par les notes de bas de page.
- La présentation des références doit suivre les conventions bibliographiques. Il est recommandé d'utiliser les modèles {{Ouvrage}}, {{Chapitre}}, {{Article}}, {{Lien web}} et/ou {{Bibliographie}}. Le mode d'édition visuel peut mettre en forme automatiquement les références.
- Insérer une infobox (cadre d'informations à droite) n'est pas obligatoire pour parachever la mise en page.

Pour une aide détaillée, merci de consulter Aide:Wikification.
Si vous pensez que ces points ont été résolus, vous pouvez retirer ce bandeau et améliorer la mise en forme d'un autre article.
 (juillet 2022).
Une arme à feu artisanale, parfois appelée arme à feu improvisée, est une arme à feu ne disposant pas de numéro de série[réf. nécessaire]. Le terme d'arme à feu de fabrication privée est généralement utilisé par les partisans du contrôle des armes à feu[réf. souhaitée][Où ?], mais est néanmoins de plus en plus employé par les militants du droit au port d'arme et les industries de l'armement. Étant donné que la fabrication d'armes artisanales à des fins personnelles n'est pas considérée comme relevant de l'autorité du gouvernement fédéral des États-Unis en matière de réglementation du commerce interétatique, par opposition au commerce intra-étatique, conformément à la clause de commerce, les personnes fabriquant leurs propres armes à feu ne sont pas soumises aux réglementations fédérales ou étatiques en matière de vérification des antécédents psychologiques. Cependant, les individus interdits de possession d'armes à feu en vertu du Gun Control Act de 1968 restent interdites de fabrication de transport ou de possession d'armes à feu ainsi que de munitions, quelle que soit la méthode de fabrication ou d'acquisition.

## Production

### États-Unis
Selon la loi fédérale des États-Unis, la fabrication et la possession d'armes à feu à but non-commercial (c'est-à-dire pour un usage personnel) a toujours été légale et un permis n'est généralement pas requis. En revanche, depuis 1968, les individus désirant fabriquer des armes à feu destinées à la vente ou à la distribution doivent disposer d'un permis de type Federal Firearms License, et sur chaque arme doit figurer un numéro de série unique,.
La culasse, qui, sous la loi américaine est le plus souvent la pièce légalement considérée comme « arme à feu ». Tandis que certains états américains appliquent des lois restreignant la fabrication maison d'armes à feu, des boîtiers de culasse incomplets peuvent être vendus dans la plupart des états sans vérification des antécédents psychologiques. En outre, certains universitaires ont affirmé que les réglementations étatiques existantes pourraient être inconstitutionnelles. Les travaux de finition sur ces récepteurs peuvent être effectués à l'aide de machines-outils, d'une perceuse à colonne ordinaire ou d'outils manuels comme le Dremel. Les entreprises vendent des kits comprenant des mèches, des pochoirs ou des gabarits pour faciliter le processus, mais il faut l'utilisation de ces outils nécessitent des connaissances. À partir des années 2010, les cadres en polymère complétés à 80 % sont devenus plus populaires, ne nécessitant que des outils manuels pour leur finition. Des entreprises telles que Polymer80, basée à Dayton, dans le Nevada, se sont fait connaître comme l'un des principaux producteurs de cadres compatibles avec le Glock à 80 %,,..
Il a toujours été possible de réaliser des armes à feu à partir de matières premières, et plus récemment, la fabrication de boîtiers de culasse en plastique à partir d'imprimantes 3D a elle aussi connu un succès grandissant, bien que les matériaux et méthodes utilisables varient selon la qualité des résultats.
Les armes à feu de type AR-15 sont souvent issues de fabrication maison. De plus, les pistolets et les fusils de type AK-47 semi-automatiques sont également populaires dans le milieu des armes de fabrication maison.

### Juridictions non-étasuniennes
Les lieux de production d'armes à feu non identifiées par numéro de série comprennent la Chine, la Passe de Khyber au Pakistan et les Philippines ; les Philippines sont particulièrement connues pour la production de pistolets semi-automatiques de calibre 45.

## Controverses politiques

### Traçabilité
Ces dernières années, les politiques et les défenseurs du contrôle des armes à feu ont déclaré que le traçage des armes non identifiées utilisées dans le cadre de crimes pouvait être plus compliquée que le traçage d'armes d'origine commerciale.
Bien qu'il n'existe pas de statistiques fiables sur le nombre d'armes à feu de fabrication privée récupérées lors de crimes, depuis que la question a pris de l'ampleur en Californie, l'ATF a documenté des récupérations d'armes fantômes dans 38 États, dont l'état de Colombie, Porto Rico et les îles Vierges. L'ATF a noté un nombre croissant de saisies d'armes fantômes chaque année depuis 2016, et plus de 1 600 de ces armes à feu ont été saisies dans le NIBIN (le National Integrated Ballistic Information Network ou NIBIN est un réseau informatique spécialisé aux États-Unis. Il contient des images numériques d'éléments de preuve balistiques récupérés).

### Défenseurs
Les défenseurs des droits des armes et d'autres militants politiques américains soutiennent la production privée d'armes à feu, affirmant que cette pratique est un droit constitutionnel et un moyen de préserver la vie privée des propriétaires d'armes. Des particuliers ont organisé des « build parties » où l'équipement et l'expertise sont partagés pour aider à créer des armes à feu de fabrication privée. Les défenseurs de cette pratique affirment que les armes à feu de fabrication privée sont rarement utilisées à des fins criminelles, même si elles sont très répandues. Entre 2012 et 2017, l'ATF a estimé que plus de 1,8 million d'armes à feu ont été volées à des propriétaires d'armes individuels, dans des véhicules et des résidences, et que 40 000 autres ont été volées à des FFL (Federal Firearms Licensee).

### Crimes notables
Les armes à feu dont les numéros de série ont été retirés constituent la majorité des armes à feu non sérialisées récupérées sur les lieux de crimes. Cependant, une arme à feu modifiée n'est pas la même chose qu'une arme à feu artisanale, et cette distinction est importante si l'on considère la fréquence de leur utilisation lors de crimes.
L'arme à feu utilisée au cours de l'assassinat du 8 juillet 2022 de l'ancien premier ministre Shinzo Abe a été identifiée comme étant de fabrication artisanale.

## Législation en vigueur

### Loi fédérale aux États-Unis
Le Congrès a adopté la loi de 1968 sur le contrôle des armes à feu (Gun Control Act) ou GCA, afin d'étendre les contrôles du commerce interétatique sur les armes à feu courantes telles que les pistolets, les revolvers, les fusils et les carabines. La GCA exige que les personnes « engagées dans l'activité » de fabrication ou de commerce d'armes à feu soient titulaires d'un permis délivré par l'ATF. Les détenteurs de licences fédérales d'armes à feu sont tenus de marquer les numéros de série de leurs armes et de tenir des registres de leurs transactions. La GCA interdit également la possession d'armes à feu à certaines catégories de personnes, comme les criminels condamnés, les auteurs de violences domestiques, les consommateurs de drogues illégales et autres.
Pour aider à faire respecter ces interdictions, le Congrès a adopté la loi Brady en 1993, créant le système national de vérification instantanée des antécédents criminels (National Instant Criminal Background Check System, ou NICS) et exigeant des Federal Firearms Licences qu'ils soumettent au NICS les informations relatives aux acheteurs potentiels d'armes à feu avant de leur céder ces dernières.
Si le Congrès a adopté le Gun Control Act pour aider les forces de l'ordre à lutter contre les crimes impliquant des armes à feu, il a expressément ajouté que la loi ne devait pas faire peser une charge excessive sur les citoyens respectueux de la loi qui utilisent ou fabriquent des armes à feu à des fins légales et privées.